# Роббинс, Тим
Тимоти Фрэнсис «Тим» Роббинс (англ. Timothy Francis «Tim» Robbins; род. 16 октября 1958, Уэст-Ковина, Калифорния, США) — американский актёр кино и телевидения, кинорежиссёр, сценарист и кинопродюсер, получивший известность благодаря ролям в фильмах «Дархэмский бык» (1988), «Лестница Иакова» (1990), «Игрок» (1992), «Подручный Хадсакера» (1994), «Побег из Шоушенка» (1994), «Нечего терять» (1997), «Таинственная река» (2003), принёсшая ему премию «Оскар» за лучшую мужскую роль второго плана, и «Война миров» (2005). За постановку криминальной драмы «Мертвец идёт» выдвигался на «Оскар» за лучшую режиссёрскую работу в 1996 году.

## Биография
Тим Роббинс родился в Уэст-Ковине (штат Калифорния, США) в семье Джила Роббинса — экс-участника кантри-группы The Highwaymen — и актрисы Мэри Роббинс (урождённой Блэдсоу), и воспитывался в католической и чрезвычайно набожной семье. Вырвавшись наконец на свободу и начав учиться в университете штата Нью-Йорк, Роббинс первые два года занятий превратил в одну сплошную вечеринку. В том же 1981 году Роббинс выступил основателем «Актёрской банды» (Actors’ Gang) — экспериментальной политизированной театральной труппы, пытавшейся перенести на американскую почву традиции европейского авангарда. С начала 1980-х он начал сниматься для телевидения и кино, слава пришла к актёру с ролью питчера Ньюка в спортивной ленте «Дархэмский бык». На съёмочной площадке «Быков» Роббинс, помимо прочего, познакомился со Сьюзан Сарандон, с которой до 2009 года состоял в гражданском браке и которая родила актёру двоих детей.
Главная роль в фильме «Побег из Шоушенка» принесла Тиму Роббинсу наибольшую известность в 1994 году. Он сыграл Энди Дюфрейна — вице-президента банка, приговорённого к двум пожизненным заключениям за преступление, которое не совершал.
В психологическом триллере «Дорога на Арлингтон» Тим Роббинс сработал в паре с актёром Джефом Бриджесом. Роббинс предстает в роли Уильяма Фэнимора.
В 2004 году удостоен премии «Оскар» за лучшую роль второго плана (фильм «Таинственная река», реж. Клинт Иствуд). В этом фильме Тим Роббинс играет роль Дейва Бойла — человека, вся жизнь которого стала одной большой трагедией. В детстве Дейв стал жертвой насильника и от психологической травмы уже не оправился. Два года спустя снялся у Стивена Спилберга в «Войне миров». 1 сентября 2005 года на Венецианском кинофестивале состоялась премьера фильма «Тайная жизнь слов». В этом фильме Тим Роббинс сыграл рабочего Джозефа. Он пострадал в результате аварии и временно потерял зрение.
Известный антиглобалист.
13 октября 2008 года Тим Роббинс стал обладателем звезды на голливудской «Аллее славы».
В 2008 состоялась премьера фильма «Город Эмбер: Побег» (англ. City of Ember) — американский фантастический художественный фильм режиссёра Гила Кинана, повествующий о подземном городе, созданном перед апокалипсисом для сохранения жизни на планете, и о двух подростках, которые решили найти выход из него. В основу фильма положен сюжет фантастического романа Джин Дюпро «Город Эмбер: Побег». Тим Роббинс сыграл роль Лориса Харроу.
В 2010 году записал альбом авторских песен с собственной группой The Rogues Gallery Band.
В 2011 году на свет вышел крупнобюджетный фильм Мартина Кэмпбелла «Зелёный Фонарь». Роббинсу досталась роль сенатора Хаммонда, отца главного злодея — доктора Гектора Хаммонда, который под воздействием инопланетных сил получил сверхъестественные способности. Персонажа Роббинса нет в оригинальных комиксах, он был придуман специально для фильма.

## Личная жизнь
С 1988 года Роббинс состоял в фактическом браке с актрисой Сьюзан Сарандон; у них двое сыновей: Джек Генри (род. 1989) и Майлз (род. 1992). 24 декабря 2009 года после 21 года совместной жизни пара рассталась.

## Фильмография

### Актёрские работы
| Год  |    | Русское название                            | Оригинальное название                 | Роль                             |
| ---- | -- | ------------------------------------------- | ------------------------------------- | -------------------------------- |
| 1982 | с  | Сент-Элсвер                                 | St. Elsewhere                         | Эндрю Рейнхард (3 эпизода)       |
| 1983 | с  | Вольно                                      | At Ease                               | медик (1 эпизод)                 |
| 1983 | ф  | Принцесса-квотербек                         | Quarterback Princess                  | Марвин                           |
| 1983 | с  | Репортеры                                   | Legmen                                | Брюстер Кингстон (1 эпизод)      |
| 1983 | с  | Хардкасл и Маккормик                        | Hardcastle and McCormick              | Джонсон (1 эпизод)               |
| 1984 | с  | Санта-Барбара                               | Santa Barbara                         | мужчина (1 эпизод)               |
| 1984 | с  | Лодка любви                                 | The Love Boat                         | Эрик в молодости (2 эпизода)     |
| 1984 | с  | Блюз Хилл-стрит                             | Hill Street Blues                     | патрульный Лоренс (1 эпизод)     |
| 1984 | ф  | Игрушечные солдатики                        | Toy Soldiers                          | Бо                               |
| 1984 | ф  | Только большое чувство                      | No Small Affair                       | Нельсон                          |
| 1985 | ф  | Верняк                                      | The Sure Thing                        | Гэрри Купер                      |
| 1985 | с  | Детективное агентство «Лунный свет»         | Moonlighting                          | Fremmer (1 эпизод)               |
| 1985 | ф  | Студенческие каникулы                       | Fraternity Vacation                   | Ларри «Мамочка» Такер            |
| 1985 | ф  | Происки в Стране чудес                      | Malice In Wonderland                  | Джозеф Коттен                    |
| 1985 | с  | Удивительные истории                        | Amazing Stories                       | Фантом Джордана (1 эпизод)       |
| 1986 | ф  | Лучший стрелок                              | Top Gun                               | лейтенант Сэм «Мерлин» Уэллс     |
| 1986 | ф  | Говард-утка                                 | Howard the Duck                       | Фил                              |
| 1986 | тф | Субботним вечером в прямом эфире            | Saturday Night Live                   | Боб Робертс (в титрах не указан) |
| 1987 | ф  | Пять углов                                  | Five Corners                          | Гарри                            |
| 1988 | ф  | Дархэмский бык                              | Bull Durham                           | Эбби Кальвин «Nuke» ЛаЛуш        |
| 1988 | ф  | Кустари                                     | Tapeheads                             | Джош Тагер                       |
| 1989 | ф  | Эрик-викинг                                 | Erik the Viking                       | Эрик                             |
| 1989 | ф  | Мисс Фейерверк                              | Miss Firecracker                      | Делмонт                          |
| 1990 | ф  | Лестница Иакова                             | Jacob’s Ladder                        | Джейкоб Сингер                   |
| 1990 | ф  | Смерч                                       | Twister                               | Джефф                            |
| 1990 | ф  | Человек в кадиллаке                         | Cadillac Man                          | Ларри                            |
| 1991 | ф  | Тропическая лихорадка                       | Jungle Fever                          | Джерри                           |
| 1992 | ф  | Игрок                                       | Player                                | Гриффин Милл                     |
| 1992 | ф  | Боб Робертс                                 | Bob Roberts                           | Роберт «Боб» Робертс младший     |
| 1993 | ф  | Короткие истории                            | Short Cuts                            | Джин Шепард                      |
| 1994 | ф  | Высокая мода                                | Prêt-à-Porter                         | Джо Флинн                        |
| 1994 | ф  | Коэффициент интеллекта                      | I.Q.                                  | Эд Уолтерс                       |
| 1994 | ф  | Подручный Хадсакера                         | Hudsucker Proxy                       | Норвилл Барнс                    |
| 1994 | ф  | Побег из Шоушенка                           | Shawshank Redemption                  | Энди Дюфрейн                     |
| 1997 | ф  | Нечего терять                               | Nothing to Lose                       | Ник Бим                          |
| 1999 | ф  | Дорога на Арлингтон                         | Arlington Road                        | Оливер Лэнг                      |
| 1999 | ф  | Остин Пауэрс: Шпион, который меня соблазнил | Austin Powers: The Spy Who Shagged Me | президент                        |
| 2000 | ф  | Миссия на Марс                              | Mission to Mars                       | Вудро «Вуди» Блэйк               |
| 2000 | ф  | Фанатик                                     | High Fidelity                         | Ян «Рей» Реймонд                 |
| 2001 | ф  | Опасная правда                              | Antitrust                             | Гэри Уинстон                     |
| 2001 | ф  | Звериная натура                             | Human Nature                          | Натан Бронфман                   |
| 2002 | ф  | Правда о Чарли                              | The Truth About Charlie               | Льюис Бартоломью                 |
| 2003 | ф  | Код 46                                      | Code 46                               | Уильям Гелд                      |
| 2003 | ф  | Таинственная река                           | Mystic River                          | Дейв Бойл                        |
| 2005 | ф  | Тайная жизнь слов                           | Secret Life of Words                  | Джозеф                           |
| 2005 | ф  | Затура: Космическое приключение             | Zathura: A Space Adventure            | отец                             |
| 2005 | ф  | Война миров                                 | War of the Worlds                     | О’Гилви                          |
| 2006 | тф | Выбор судьбы                                | Tenacious D: The Pick of Destiny      | незнакомец                       |
| 2006 | ф  | Игра с огнём                                | Catch a Fire                          | Ник Вос                          |
| 2007 | ф  | Шум                                         | Noise                                 | Дэвид Оуэн                       |
| 2008 | ф  | Счастливчики                                | The Lucky Ones                        | Фрэд Чивер                       |
| 2008 | ф  | Город Эмбер: Побег                          | City Of Ember                         | Лорис                            |
| 2011 | ф  | Зелёный Фонарь                              | Green Lantern                         | сенатор Роберт Хаммонд           |
| 2012 | с  | Портландия                                  | Portlandia                            | Excellency (2 эпизода)           |
| 2012 | ф  | Вспоминая 1942                              | Yi jiu si er                          | епископ Меган                    |
| 2012 | ф  | Спасибо за обмен                            | Thanks for Sharing                    | Майк                             |
| 2013 | ф  | Правдивое кино                              | Cinema Verite                         | Билл Лоуд                        |
| 2013 | ф  | Укради мою жену                             | Life of Crime                         | Фрэнк Доусон                     |
| 2014 | с  | Трофеи Вавилона                             | The Spoils of Babylon                 | Джонас Морхаус (4 эпизода)       |
| 2014 | ф  | Добро пожаловать ко мне                     | Welcome to Me                         | доктор Дэрил Моффет              |
| 2015 | ф  | Идеальный день                              | A Perfect Day                         | Би                               |
| 2014 | с  | Трофеи перед смертью                        | The Spoils of Babylon                 | Red-Vested Bartender (1 эпизод)  |
| 2015 | с  | На грани                                    | The Brink                             | Уолтер Ларсон                    |
| 2016 | ф  | Марджори Прайм                              | Marjorie Prime                        | Джон                             |
| 2018 | с  | Здесь и сейчас                              | Here and Now                          | Грег Бишоп (10 эпизодов)         |
| 2019 | ф  | Ви-Эйч-Эс                                   | VHYes                                 | Sir Roger Handley III            |
| 2019 | ф  | Тёмные воды                                 | Dark Waters                           | Том Терп                         |
| 2019 | с  | Касл-Рок                                    | Castle Rock                           | Реджинальд Мерилл                |
| 2023 | с  | Бункер                                      | Silo                                  | Бернард                          |

### Режиссёрские работы
| Год  |   | Русское название        | Оригинальное название | Роль     |
| ---- | - | ----------------------- | --------------------- | -------- |
| 1992 | ф | Боб Робертс             | Bob Roberts           | режиссёр |
| 1995 | ф | Мертвец идёт            | Dead Man Walking      | режиссёр |
| 1999 | ф | Колыбель будет качаться | Cradle Will Rock      | режиссёр |

## Награды и номинации

### Награды
- 1993 — Премия «Золотой глобус» — лучшая мужская роль в комедии или мюзикле, за фильм «Игрок»
- 1993 — Венецианский кинофестиваль — Кубок Вольпи за лучший актёрский ансамбль, за фильм «Короткий монтаж»
- 1992 — Каннский кинофестиваль — Приз за лучшую мужскую роль, за фильм «Игрок»
- 1996 — Берлинский кинофестиваль — Приз экуменического (христианского) жюри (конкурсная программа), за фильм «Мертвец идёт»
- 1996 — Берлинский кинофестиваль — Приз гильдии немецкого арт-хауса, за фильм «Мертвец идёт»
- 1996 — Берлинский кинофестиваль — Приз газеты Berliner Morgenpost, за фильм «Мертвец идёт»
- 1997 — «Санденс» — приз за независимый взгляд
- 2004 — Премия «Оскар» — лучшая мужская роль второго плана, за фильм «Таинственная река»
- 2004 — Премия «Золотой глобус» — лучшая мужская роль второго плана, за фильм «Таинственная река»
- 2004 — Премия Гильдии киноактёров США — лучшая мужская роль второго плана, за фильм «Таинственная река»

### Номинации
- 1987 — Премия «Золотая малина» — худшая мужская роль второго плана, за фильм «Говард-утка».
- 1989 — Премия «National Society of Film Critics Awards» — лучшая мужская роль второго плана, за фильм «Дархэмский бык», третье место
- 1993 — Премия BAFTA — лучшая мужская роль, за фильм «Игрок»
- 1993 — Премия «Золотой глобус» — лучшая мужская роль в комедии или мюзикле, за фильм «Боб Робертс»
- 1995 — Премия Гильдии киноактёров США — лучшая мужская роль, за фильм «Побег из Шоушенка»
- 1995 — Chlotrudis Awards — лучшая мужская роль, за фильм «Побег из Шоушенка»
- 1996 — Премия «Оскар» — лучший режиссёр, за фильм «Мертвец идёт»
- 1996 — Премия «Золотой глобус» — лучший сценарий, за фильм «Мертвец идёт»
- 1996 — Берлинский кинофестиваль — «Золотой Медведь», за фильм «Мертвец идёт»
- 1999 — Каннский кинофестиваль — «Золотая пальмовая ветвь», за фильм «Колыбель будет качаться»
- 2004 — Премия «National Society of Film Critics Awards» — лучшая мужская роль второго плана, за фильм «Таинственная река», второе место
- 2004 — Премия BAFTA — лучшая мужская роль второго плана, за фильм «Таинственная река»
- 2012 — Премия «Золотой глобус» — лучшая мужская роль второго плана в мини-сериале, телесериале или телефильме, за фильм «Правдивое кино»
- 2016 — Премия «Гойя» — лучшая мужская роль второго плана, за фильм «Идеальный день»